# Mundo Man ay Magunaw
Mundo Man ay Magunaw é uma telenovela filipina exibida em 2012 pela ABS-CBN. Foi protagonizada por Eula Valdez e Nikki Gil com atuação antagônica de Empress Schuck.

## Elenco
- Eula Valdez - Olivia "Olive" San Juan-La Peña
- Nikki Gil - Jennifer "Jen" La Peña
- Empress Schuck - Bianca La Peña/Sheryl San Juan
- Ejay Falcon - Dominiko "Niko" Poblador
- Tessie Tomas - Donya Alicia La Peña
- Sylvia Sanchez - Leilani "Lani" San Juan
- Emilio Garcia - Dante Santos
- Alex Castro - Michael "Mike" Sarmiento
- Jayson Gainza - Fortunato "Atoy" Poblador
- Pinky Amador - Matilda La Peña
- Dianne Medina - Ramona La Peña